# Walter Sander
Walter Sander es un deportista alemán que compitió para la RFA en piragüismo en la modalidad de aguas tranquilas. Ganó una medalla en el Campeonato Mundial de Piragüismo de 1958 y dos medallas en el Campeonato Europeo de Piragüismo de 1959.

## Palmarés internacional
| Campeonato Mundial | Campeonato Mundial     | Campeonato Mundial | Campeonato Mundial |
| Año                | Lugar                  | Medalla            | Evento             |
| ------------------ | ---------------------- | ------------------ | ------------------ |
| 1958               | Praga (Checoslovaquia) | Medalla de plata   | K4 10 000 m        |
| Campeonato Europeo |                        |                    |                    |
| Año                | Lugar                  | Medalla            | Evento             |
| 1959               | Duisburgo (RFA)        | Medalla de bronce  | K4 1000 m          |
| 1959               | Duisburgo (RFA)        | Medalla de plata   | K4 10 000 m        |